# T.K. Edogi
Tarekeyi Andrew Edogi, detto T.K. (New York, 21 febbraio 1994), è un cestista statunitense con cittadinanza nigeriana.

## Carriera

### Nazionale
Con la nazionale nigeriana è stato convocato per il Campionato africano del 2021.